# وزن خالص

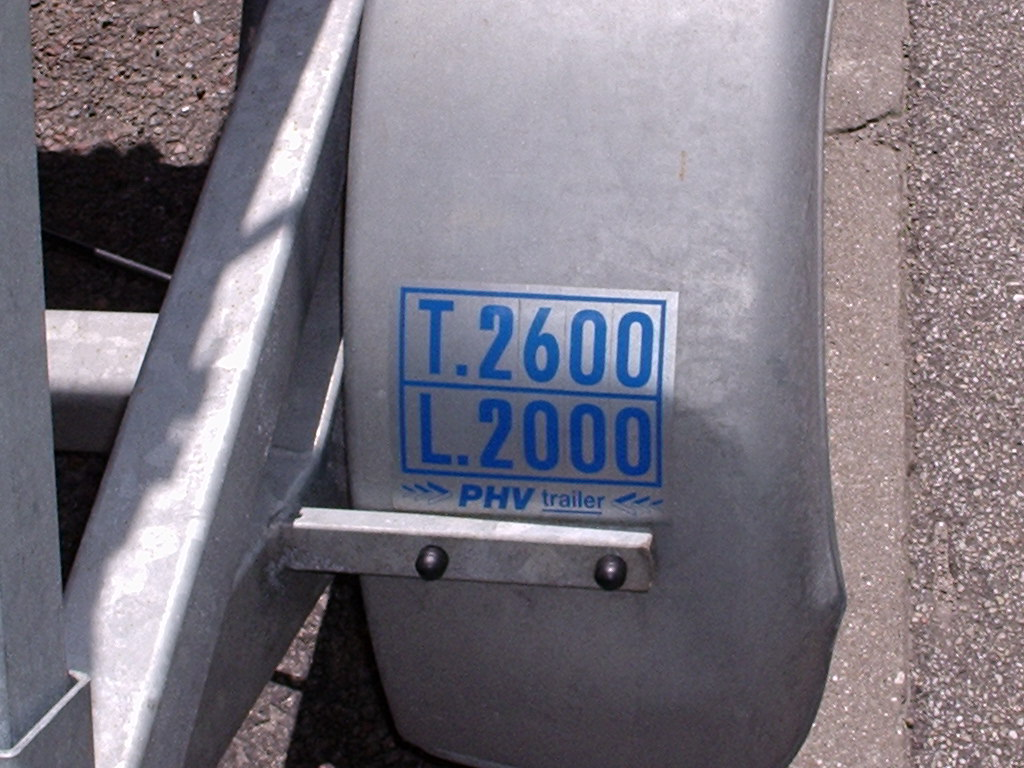
نمایی از یک‌نوع لوح وزن تریلر، که تفاوت بین «وزن کل» و «ظرفیت بار» در وزنِ کل را نشان می‌دهد.

وزن خالص خودرو عبارت است از وزن استاندارد خودرو بدون سرنشین یا بار اضافه و با باک پر. هرچه وزن خالص خودرو کمتر باشد، خودرو شتابگیری بهتر و تعادل بهتری خواهد داشت.
این تعریف ممکن است با تعاریف مورد استفاده نهادهای نظارتی دولتی یا سازمان‌های دیگر متفاوت باشد. به عنوان مثال، بسیاری از تولیدکنندگان اتحادیه اروپا وزن یک راننده و چمدان ۷۵ کیلوگرمی (۱۶۵ پوند) را برای رعایت دستورالعمل 95/48/EC اروپا اضافه می‌کنند. سازمان‌ها همچنین ممکن است وزن خالص را با مقادیر ثابت سوخت و سایر متغیرها تعریف کنند تا ارزش مقایسه خودروهای مختلف را برابر کند.